# Strigogyps
Strigogyps (лат.) — род вымерших птиц из отряда кариамообразных из среднего эоцена — раннего олигоцена Франции и Германии. В род включают 4 вида.

## Описание
Strigogyps был размером с крупную курицу с массой не более 1 килограмма. Судя по соотношению длины костей крыла и ноги, была нелетающей птицей. Её ноги не приспособлены для бега, поэтому предполагается сидячий образ жизни, похожий на таковой у трубачей. Найденные мягкие ткани с остатками содержимого кишечника, представляющего собой зёрна растений, указывает, что птица была по крайней мере факультативно растительноядной.

## Систематика

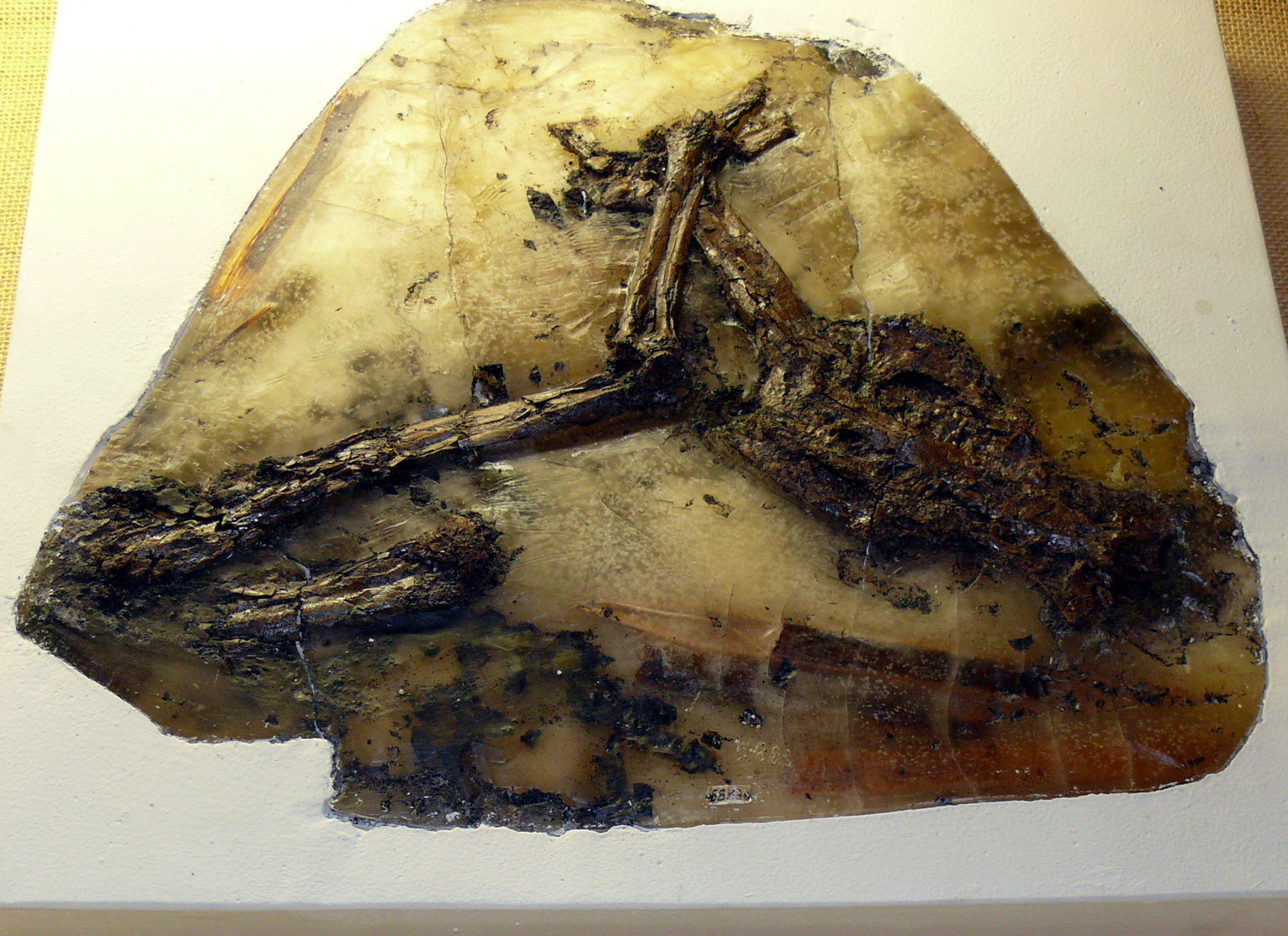
Strigogyps robustus

Типовым видом является Strigogyps dubius, описанный Ш. Гайярдом в 1908 году. Автор описания отнёс новый таксон к семейству Sophiornithidae в пределах отряда совообразных. Вид был основан на единственной окаменелой цевке, найденной в фосфоритовых отложених Франции. Сама окаменелость была уничтожена при бомбардировке Мюнхена во время Второй мировой войны; сохранились только слепки. В 1939 году Гайярд описал второй вид в роде, Strigogyps minor, основанный на плечевой кости, двух коракоидах и двух пряжках, также из Франции. В 1981 году французский палеонтолог Мурер-Шовире повторно описал Strigogyps minor под названием Ameghinornis minor, как единственного представителя нового подсемейства Ameghinornithinae в пределах семейства фороракосовых. Позднее Ameghinornis был помещен в собственное семейство Ameghinornithidae. В 1987 году Дитер Петерс назвал и описал ещё один монотипичный вид из этого семейства — Aenigmavis sapea, основанный на почти полном скелете из карьера Мессель в Германии. В 2005 Г. Майр обнаружил, что Aenigmavis sapea является видом Strigogyps sapea, а Ameghinornis является младшим синонимом Strigogyps, поскольку оба образца происходили из одной местности во Франции и являлись почти идентичными.

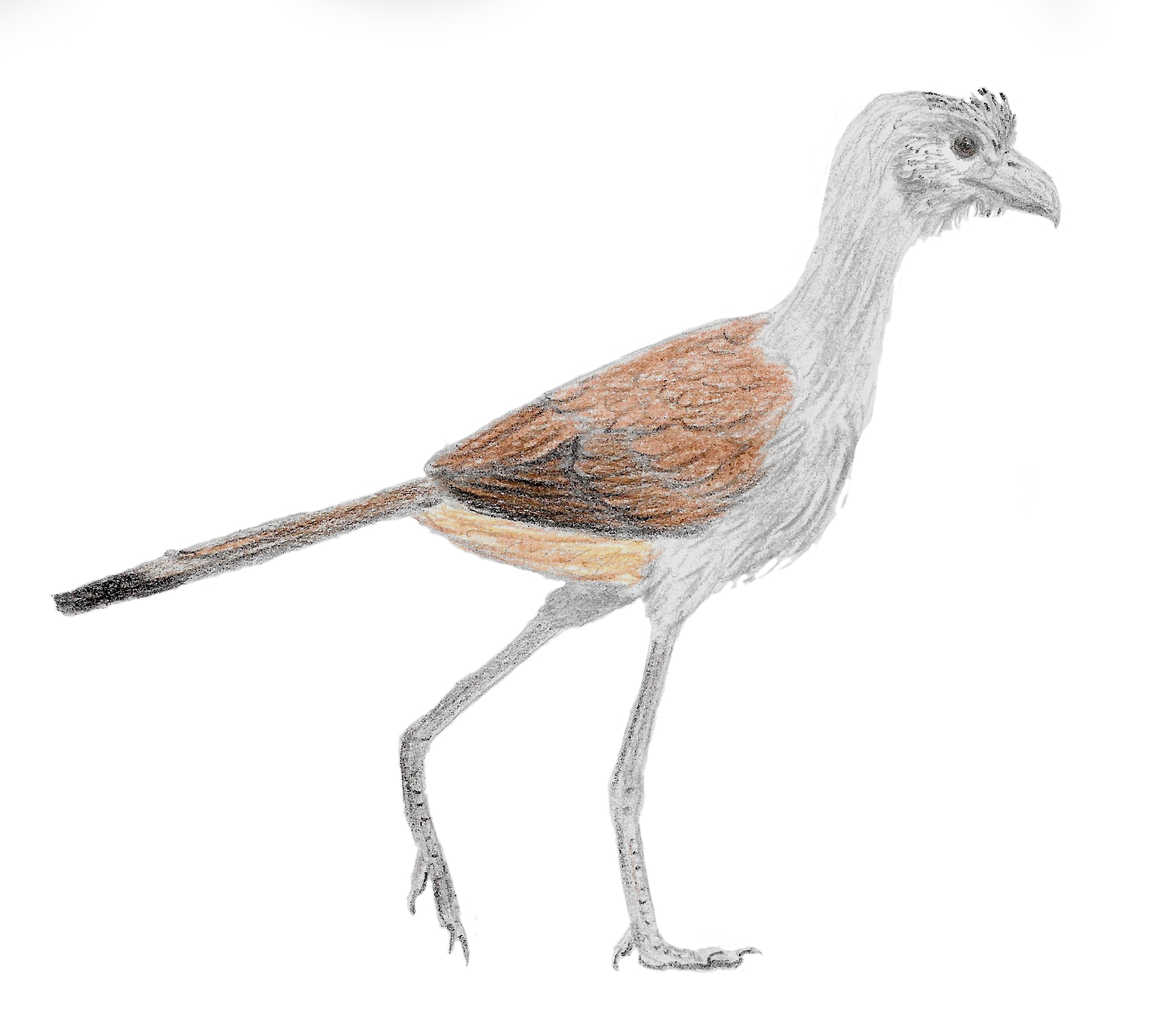
Реконструкция

В 1935 году К. Ламбрехт описал стервятника из Нового Света, Eocathartes robustus, и птицу-носорога, Geiseloceros robustus, из среднего эоцена (лютетский ярус) из Гейзельтальского бассейна Германии. Каждый вид был основан на единственном образце, которые были найдены очень близко друг к другу. Г. Майр обнаружил, что образцы представляют один и тот же вид, являющийся синонимом Strigogyps, S. robustus.
Исследования 2003 и 2005 годов показали, что Strigogyps является базальным представителем кариамообразных, и не особенно близок к фороракосовым. Salmila robusta, другая птица из карьера Мессель, оказалась более базальной, чем Strigogyps, и клада, состоящая из Salmila и Cariamae, является сестринским таксоном семейства трубачей (Psophiidae) в пределах отряда журавлеобразных (Gruiformes).